# ECW One Night Stand 2005
ECW One Night Stand 2005 was een professioneel worstel-pay-per-viewevenement dat geproduceerd werd door World Wrestling Entertainment (WWE). Dit evenement was de eerste editie van One Night Stand en vond plaats in de Hammerstein Ballroom in New York op 12 juni 2005.
De belangrijkste gebeurtenis was een tag team match tussen The Dudley Boyz en Tommy Dreamer & The Sandman. The Dudley Boyz wonnen de tag team match.

## Matchen
| Nr.                                                                          | Match                                                                 | Winnaar(s)      |
| ---------------------------------------------------------------------------- | --------------------------------------------------------------------- | --------------- |
| 1                                                                            | Chris Jericho vs. Lance Storm in een een-op-eenmatch                  | Lance Storm     |
| 2                                                                            | Little Guido vs. Tajiri vs. Super Crazy in een Three-Way Dance        | Super Crazy     |
| 3                                                                            | Rey Mysterio vs. Psicosis in een een-op-eenmatch                      | Rey Mysterio    |
| 4                                                                            | Rhyno vs. Sabu in een een-op-eenmatch                                 | Sabu            |
| 5                                                                            | Chris Benoit vs. Eddie Guerrero in een een-op-eenmatch                | Chris Benoit    |
| 6                                                                            | Masato Tanaka vs. Mike Awesome in een een-op-eenmatch                 | Mike Awesome    |
| 7                                                                            | The Dudley Boyz vs. Tommy Dreamer & The Sandman in een tag team match | The Dudley Boyz |
| (c) huidige kampioen voor en na de match \| (nc) nieuwe kampioen na de match |                                                                       |                 |